# Le Petit Garçon de l'ascenseur
Pour plus de détails, voir Fiche technique et Distribution.
Le Petit Garçon de l'ascenseur est un film français réalisé par Pierre Granier-Deferre, sorti en 1962.

## Synopsis
Jules, jeune orphelin de 13 ans, obtient une place de liftier dans un grand hôtel de Monte-Carlo. Il doit s'adapter au monde du travail, pas toujours tolérant avec les débutants.

## Fiche technique
Sauf indication contraire, les informations mentionnées dans cette section peuvent être confirmées par la base de données cinématographiques IMDb,  présente dans la section « Liens externes ».
- Réalisation : Pierre Granier-Deferre
- Scénario : Daniel Boulanger, d'après le roman de Paul Vialar
- Dialogues : Louise de Vilmorin
- Producteur : Léopold Schlosberg, Bertrand Javal
- Musique : Georges Delerue
- Photographe de plateau : Léo Mirkine et Roger Corbeau
- Montage : Jean Ravel
- Création des décors : Jacques Saulnier
- Société de production : Société Nouvelle de Cinématographie (SNC)
- Format : Noir et blanc - Son mono
- Pays de production : France
- Genre : Comédie
- Durée : 1h30
- Date de sortie :	
  - France : 6 avril 1962

## Distribution
- Marcel Dalio : Antonio
- Louis Seigner : Anselme
- Michel Etcheverry : M. Maillet
- Jacques Monod : Maître Hérault
- Mireille Nègre : Mireille
- Alain Decock : Jules
- Michel de Ré : Max Garreau
- Lucien Nat : le président
- Sylvia Sorrente